# Patricio Yáñez
Patricio Nazario Yáñez (Quillota, 20 januari 1961) is een voormalig profvoetballer uit Chili, die gedurende zijn carrière speelde als aanvaller. Zijn bijnaam luidde "Pato".

## Clubcarrière
Yáñez speelde clubvoetbal in Chili en Spanje. Hij begon zijn profloopbaan in 1977 bij San Luis Quillota, en beëindigde zijn carrière in 1995. Yáñez speelde zeven seizoenen in Spanje.

## Interlandcarrière
Yáñez speelde 43 officiële interlands voor Chili, en scoorde vijf keer voor de nationale ploeg in de periode 1979-1994. Hij maakte zijn debuut in de vriendschappelijke thuiswedstrijd tegen Ecuador (0-0) op 13 juni 1979, net als Juan Carlos Letelier. Yáñez nam met Chili onder meer deel aan drie edities van de Copa América (1979, 1989 en 1991), en aan de WK-eindronde 1982 in Spanje.

## Erelijst
San Luis de Quillota
- Campeonato de Apertura de la Segunda División de Chile: 1980
- Segunda División: 1980

 Real Valladolid
- Copa de la Liga: 1984

 Colo-Colo
- Primera División: 1991, 1993
- Copa Chile: 1994
- CONMEBOL Libertadores: 1991
- CONMEBOL Recopa: 1991
- Copa Interamericana: 1992